# Def consulting
株式会社Def consulting（英: Def consulting, inc.）は、総合コンサルティング事業を展開している会社。
フリーペーパー事業を祖業としながら、時代のニーズに合わせて事業を転換、現在ではクライアントのニーズにトータルで応えることのできる上場総合コンサルティングファームへと進化した。

## 沿革
- 1987年（昭和62年） - 荏原製作所、凸版印刷他の出資により株式会社ぱどを設立、ぱど横浜版創刊（300,000部）
- 1989年（昭和64年/平成元年） - 大阪ガス（現在は株式会社エルネットに契約を継承）とフランチャイズ契約を締結
- 1992年（平成4年） - MBO（マネジメント・バイアウト）により荏原製作所から独立
- 1993年（平成5年） - 株式の消却を実施（資本金90百万円）
- 1994年（平成6年） - ぱど倶楽部発足、株式会社セントラルファイナンスと提携し、会員向けにクレジット機能付国際カードを発行
- 1996年（平成8年） - わかさや美術印刷株式会社（現・株式会社ウイルコホールディングス）との共同出資により、横浜市中区に株式会社ぱどデザイン工場（資本金10百万円）を設立（当社出資割合50％）、東京（渋谷）営業所を開設
- 1997年（平成9年） - 株式会社フィールズとフランチャイズ契約を締結「東京オフィス版」を創刊
- 1998年（平成10年） - 発行部数500万部を達成「横浜オフィス版」を創刊
- 2000年（平成12年） - 秋葉原（現・北千住）営業所及び町田営業所を開設、わかさや情報印刷株式会社（現・株式会社ウイルコホールディングス）より株式を買取り、株式会社ぱどデザイン工場を完全子会社化、デジタルぱど「横浜・川崎版」をオープン、「千葉臨海版」を創刊、デジタルぱど「東京版」をオープン、「埼玉版」を創刊
- 2001年（平成13年） - ナスダック・ジャパン（現・東証JASDAQ）へ上場
- 2002年（平成14年） - フリーマガジン発行部数世界一でギネスブック認。定現在は日本国外のフリーペーパーがギネス記録更新。
- 2014年（平成26年） - スマートフォンアプリ「ぱどにゃんこ check」のサービス開始
- 2015年（平成27年） - 首都圏直営エリアにてAB版（通称ぱどサイズ）からタブロイド版化
- 2017年（平成29年） - 地域情報誌を主軸とする人材派遣事業を開始
- 2017年（平成29年） - 第三者割当増資によりRIZAPグループ株式会社連結子会社となる
- 2018年（平成30年） - 本社を東京都千代田区に移転
- 2019年（令和元年） - 畑野幸治による株式公開買付けが行われ、RIZAPグループが所有する全株式を畑野幸治が取得
- 2020年（令和2年） - 子会社の株式会社ぱどラボの保有全株式を泉州広告株式会社へ譲渡[3]。株式会社ぱどデザイン工場、株式会社ぱどシップ及び株式会社九州ぱどを吸収合併。連結子会社である株式会社リビングプロシードを株式譲渡によりココネット株式会社へ譲渡
- 2020年（令和2年）10月30日 - 商号を株式会社ぱど（PADO Corporation）から、株式会社Success Holders（Success Holders, inc.）に変更[4][5][6][7]
- 2020年（令和2年）11月 - 新たな事業としてテクノロジー事業を開始。
- 2021年（令和3年）3月 - Success Holders（サクセスホルダーズ）、フリーペーパー「ぱど」を「ARIFT™」（アリフト）としてリブランディング[8]
- 2021年（令和3年）4月 - 株式会社関西ぱど、株式会社西埼玉ぱど、ソル・セールズプロモー ション株式会社、株式会社ウェルスマイルとの業務提携契約を解消しフランチャイズ事業を終了。「ぱど」に係る商標権を株式会社関西ぱどに譲渡[9]
- 2021年（令和3年）5月 - システム開発及び技術者派遣企業の株式会社P&Pを子会社化[10]
- 2022年（令和4年）6月30日 - メディア事業の会社分割し子会社株式会社Success Holders分割準備会社を設立し、株式会社Success Holders分割準備会社（現：株式会社中広メディアソリューションズ）を株式会社中広へ売却[11][12]。
- 2022年（令和4年）10月 - 新たな事業としてコンサルティング事業を開始。
- 2023年（令和5年） 6月 - 畑野幸治の資産管理会社である株式会社The capitalが親会社以外の支配株主となる[13]。
- 2024年（令和6年）8月 - 商号を「株式会社Def consulting」へと変更[14]